# Friedrich Christoph Schlosser
Friedrich Christoph Schlosser (født 17. november 1776 i Jever, død 23. september 1861 i Heidelberg) var en tysk historieskriver. 
Fra teologiske studier førtes Schlosser efterhånden over til litteratur- og verdenshistorien og vandt sig et navn ved Geschichte der bilderstürmenden Kaiser des oströmischen Reichs (1812); 1819 blev han professor i Heidelberg og gjorde som universitetslærer det stærkeste indtryk på den akademiske ungdom. En tilsvarende indflydelse nåede han i hele Tyskland ved sine 
universalhistoriske skrifter, der oftest oplevede flere oplag; han skrev således Weltgeschichte in zusammenhängender Erzählung (9 bind, 1817—24), Geschichte des 18. Jahrhunderts (2 bind, 1823, i de følgende udgaver fortsat til 1815), Universalhistorische Übersicht der Geschichte der alten Welt und ihre Kultur (9 bind, 1826—34); sluttelig sammenarbejdedes de til Weltgeschichte für das deutsche Volk (19 bind, 1844—56, 4. oplag, 1884—88). 
Ejendommelig for Schlosser var hans stærke fremdragene af åndslivet, og på dette område var hans studier også mest indtrængende. Den 
store indflydelse, Schlosser øvede, stammede dog især fra de skarpe domme, han fældede over personer og tider; ligesom Dante, med hvis værk han stadig syslede, følte han sig kaldet til at være verdens ubønhørlige dommer, og han dømte alt og alle efter samvittighedens strenge bud. Selv borgerlig født og sindet rettede hans kritik sig især mod samfundets store, mod fyrster og aristokrati, og for hvad han her udtalte, fandt han et godt øre i sin samtid, der kaldte ham den tyske Tacitus. For de nationale bevægelser stod han dog fremmed, og ved hans død var hans indflydelse stærkt i tilbagegang.